# Clarence R. Huebner

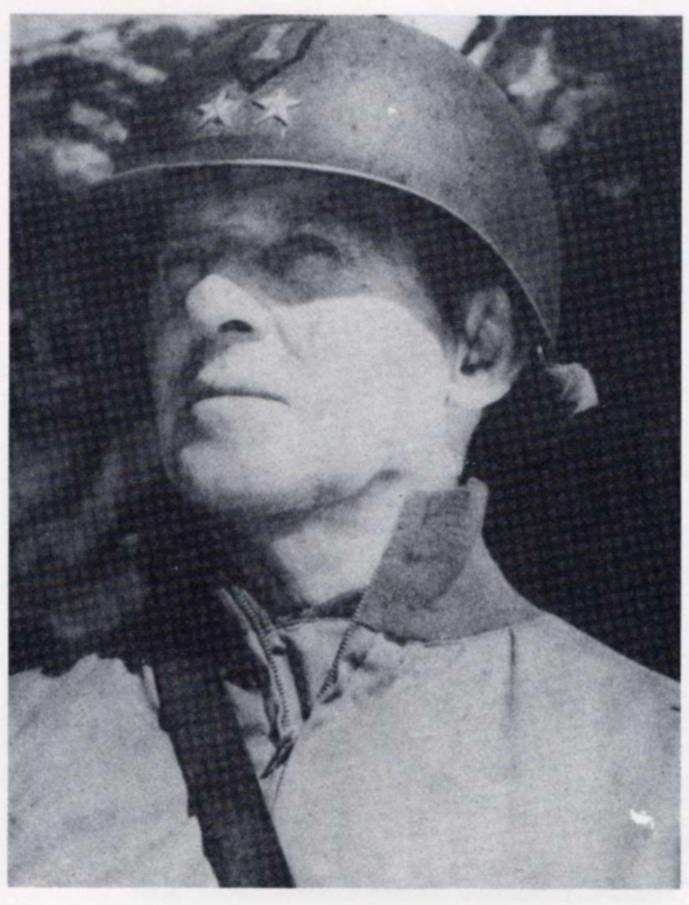
Generalul american Clarence Ralph Huebner.

Clarence Ralph Huebner (n. 24 noiembrie 1888 – d. 23 septembrie 1972) a fost un general american, unul dintre principalii comandanți militari americani din timpul celui de Al Doilea Război Mondial. 
1. 1 2  Clarence R. Huebner, SNAC, accesat în 9 octombrie 2017
2. 1 2  Clarence R. Huebner, Munzinger Personen, accesat în 9 octombrie 2017
3. 1 2   (PDF) https://emu.usahec.org/alma/multimedia/801195/20183630MNBT950592279F386403I018.pdf, accesat în 13 octombrie 2023 Lipsește sau este vid: |title= (ajutor)
4. 1 2 3 4 5 6   (PDF) https://emu.usahec.org/alma/multimedia/449583/20181366MNBT1036344561F266058I011.pdf, accesat în 13 octombrie 2023 Lipsește sau este vid: |title= (ajutor)
5. ↑   https://ancexplorer.army.mil/publicwmv/index.html#/arlington-national/ Lipsește sau este vid: |title= (ajutor)